# La Femme mousquetaire
Pour plus de détails, voir Fiche technique et Distribution.
La Femme mousquetaire (The Woman Musketeer) est un téléfilm américain réalisé par Steve Boyum et diffusé le 20 juin 2004 sur Hallmark Channel.

## Synopsis
La fille de d'Artagnan essaie de se faire admettre au corps des mousquetaires du roi Louis XIV. Elle n'aura pas seulement à affronter les préjugés machistes des mousquetaires, mais encore les combinaisons rusées et malfaisantes du cardinal Mazarin, de son capitaine des gardes, Villeroi, et de sa précieuse auxiliaire, Lady Bolton. Heureusement que Valentine d'Artagnan est accompagnée par les fils des trois mousquetaires, et que la vieille garde monte en renfort !

## Fiche technique
- Titre allemand : Lady Musketier - Alle für eine
- Titre espagnol : La Mujer mosquetero
- Scénario : Sandra Weintraub
- Production : Stephen Bridgewater, Boris Gregoric, H. Daniel Gross, Robert Halmi Jr., Tom Kuhn, Larry Levinson, Nick Lombardo, Juan A. Mas, Stephen McLaughlin, Michael Moran, Therese Ryan, Steven Squillante, Andrea Stern, Fred Weintraub, Jackie Weintraub pour Drotcroft Limited, Hallmark Entertainment, Larry Levinson Productions, RTL, Silverstar Limited Production
- Musique : Mader
- Photographie : David Connell
- Montage : Craig Bassett
- Distribution des rôles : Gillian Hawser et Matthew Lessall
- Création des décors : Trevor Williams
- Direction artistique : Damir Gabelica	et Tanja Lacko
- Décorateur de plateau : Damir Gabelica
- Création des costumes : Carlos Rosario
- Coordinateur des cascades : Pat E. Johnson
- Durée : Espagne : 163 min (édition DVD) / Portugal : 90 min (2004 version TV)
- Pays :  Croatie /  Allemagne /  États-Unis
- Langue : anglais
- Couleur
- Classification : Espagne : 13 / Australie : M
- Genre : Aventure
- Dates de sortie :
  -  États-Unis : 20 juillet 2004 (DVD)
  -  France : 25 décembre 2004

## Distribution
- Gérard Depardieu : Cardinal Mazarin
- Michael York (VF : Hervé Bellon) : D'Artagnan
- Nastassja Kinski : Lady Bolton
- Susie Amy : Valentine D'Artagnan
- John Rhys-Davies : Porthos
- Christopher Cazenove : Athos
- Kristina Krepela : Princesse Maria Theresa
- Caspar Zafer : Gaston
- Allan Corduner : Aramis
- Freddie Sayers : Roi Louis
- Marcus Jean Pirae : Villeroi
- Clemency Burton-Hill : Marie Mancini
- Kathy Ashworth : Villageoise
- David Atkinson : Adjoint de Villeroi
- Imogen Bain : Madame Planchet
- Csilla Barath-Bastaić : Sonia
- Toni Bobeta : Garde de la prison du château #1
- Drazen Bratulić : Parieur
- Nick Brimble : Le général
- Susan Brown : Cécile D'Artagnan
- Patrice Cols : Jules
- Michael Culkin : Claude
- Zrinka Cvitešić : Elena
- John Dallimore : Assistant du cardinal
- Alex Djakovic : Messager de Mazarin
- Roy Dotrice : Commandant Finot
- Tomas Ereminas : Garde du château
- Vladimir Furdik : Gaspar
- Sasha Garth : Jeune garçon
- William Gaunt : Trevoux
- Bojana Gregorić : Fille à la poterie
- Boris Gregorić : Père de Corrine
- Constantine Gregory (en) : Planchet
- Nicholas Irons : Capitaine Paul Mauriac
- Ivan Klemencic : Garde de la prison du château #2
- Slavica Knežević : Femme aubergiste
- Edvin Liverić : Servant privé du roi
- Zeljko Lončar : Garde du cardinal #2
- Kirsten Love : Béatrice
- Goran Manić : Garde du duc
- Mladen Marković Max : Villageois du château
- Stojan Matavulj : Maire de Saint-Raphaël
- Kresimir Mikic : Assistant du duc
- Andrew Musselman : Antoine
- Niko Nicotera (en) : Etienne
- Luka Peroš : Mousquetaire aux funérailles
- Predrag Petrović : Vendeur
- Terence Rotolo : Jeune mousquetaire
- Nicholas Rowe : Duc de Buckingham
- Stanislav Samuchovas : Chef des gardes
- Slava Samuchov : Capitaine des soldats du Cardinal
- John Searles : Garde du cardinal #1
- Predrag Sikimic : Alvarez
- Branko Smiljanić : Parieur du village
- Zak B. Valenta : Gardien du pigeon
- Ana Vilenica : Corrine
- Andres Williams : Marcel

## Commentaire
Ce film est une suite du Retour des mousquetaires (The Return of the Musketeers) de Richard Lester, réalisé en 1989, lui-même une suite des Quatre mousquetaires (1974), lui-même une suite des Trois Mousquetaires (1973). Mais contrairement à ces trois précédents films, adaptés des trois Mousquetaires et de Vingt ans après, le scénario ne doit rien à Alexandre Dumas.